# Stadtbefestigung Bludenz

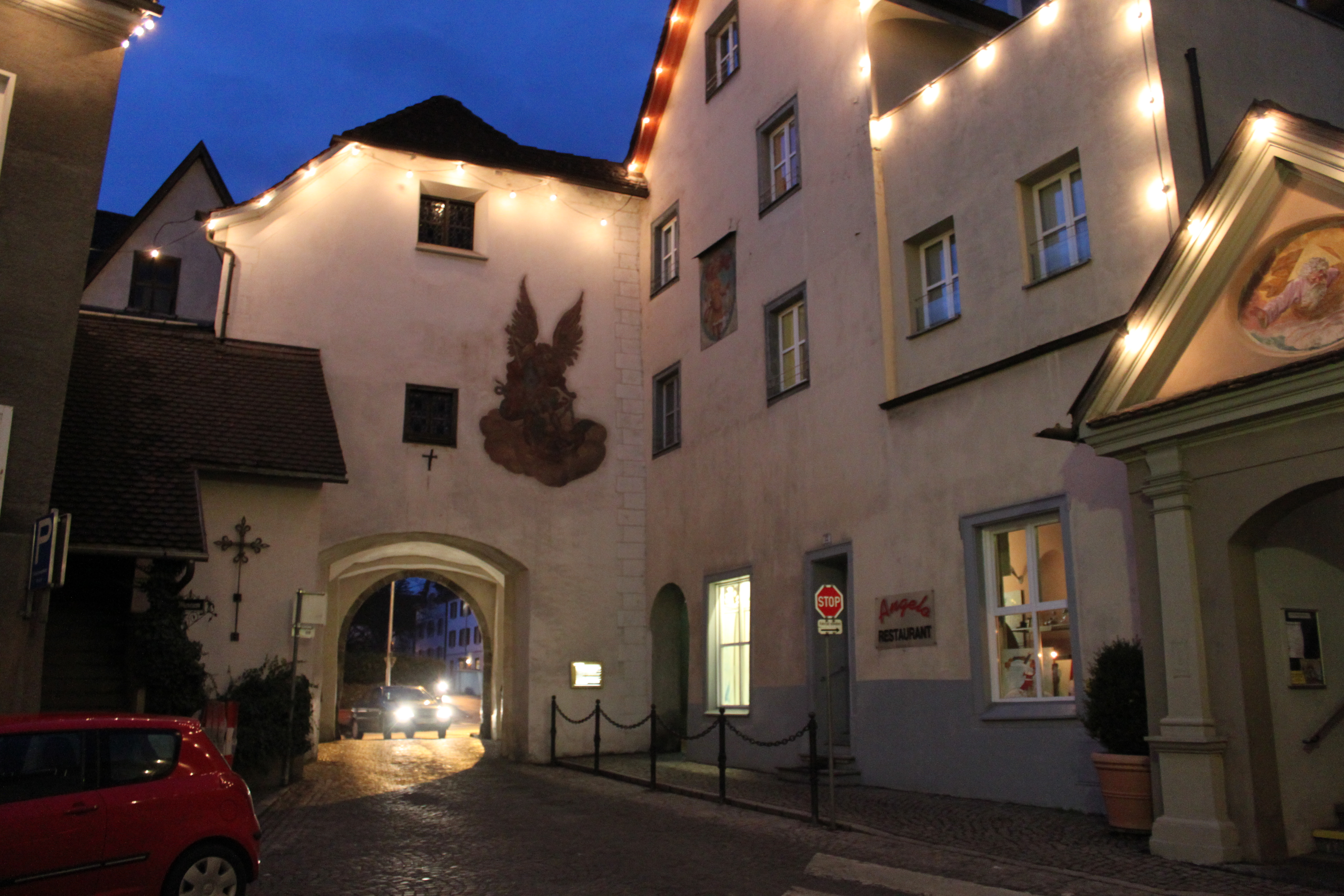
Oberes Tor, mit Stadtmuseum Bludenz

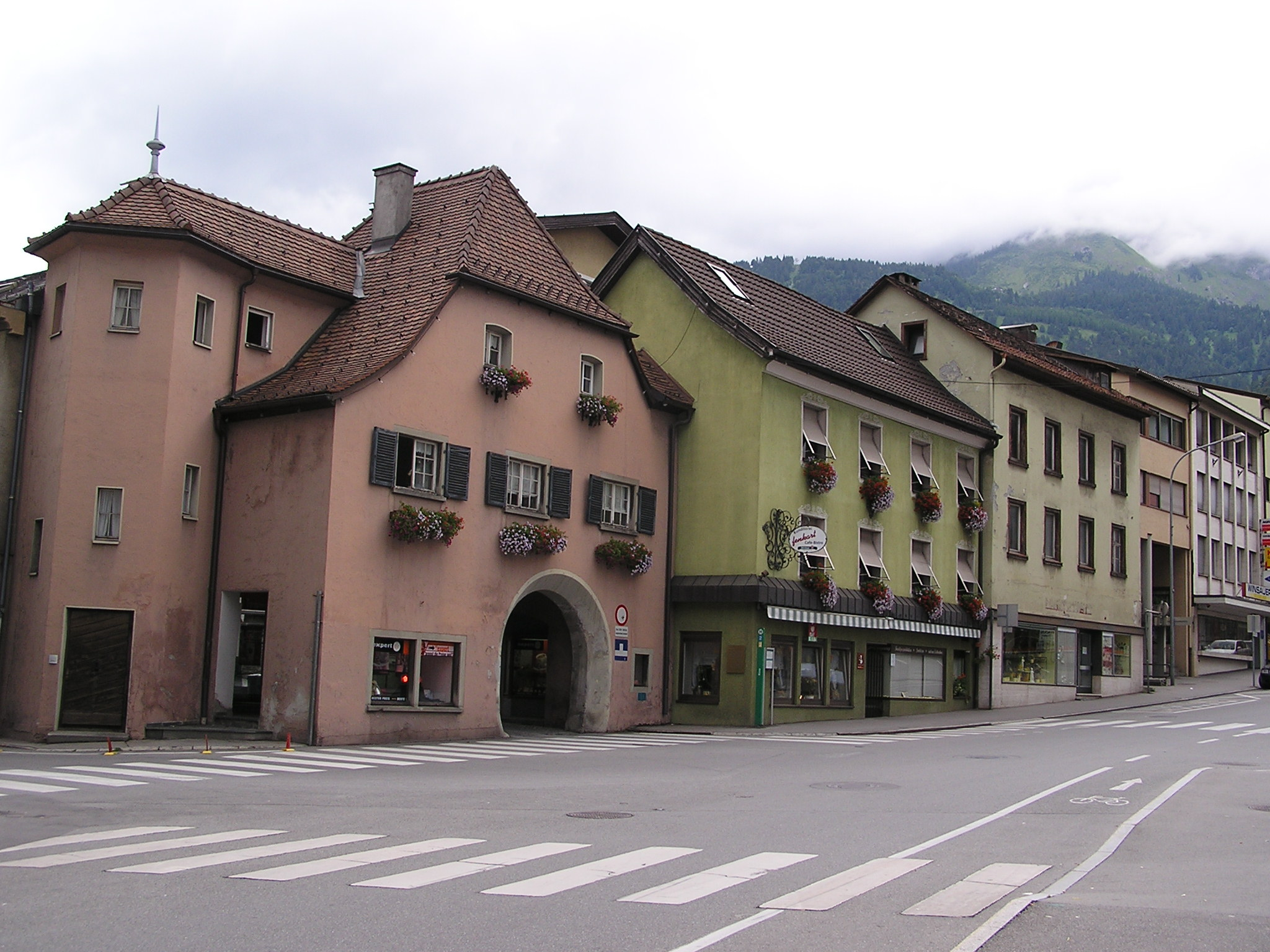
Unteres Tor

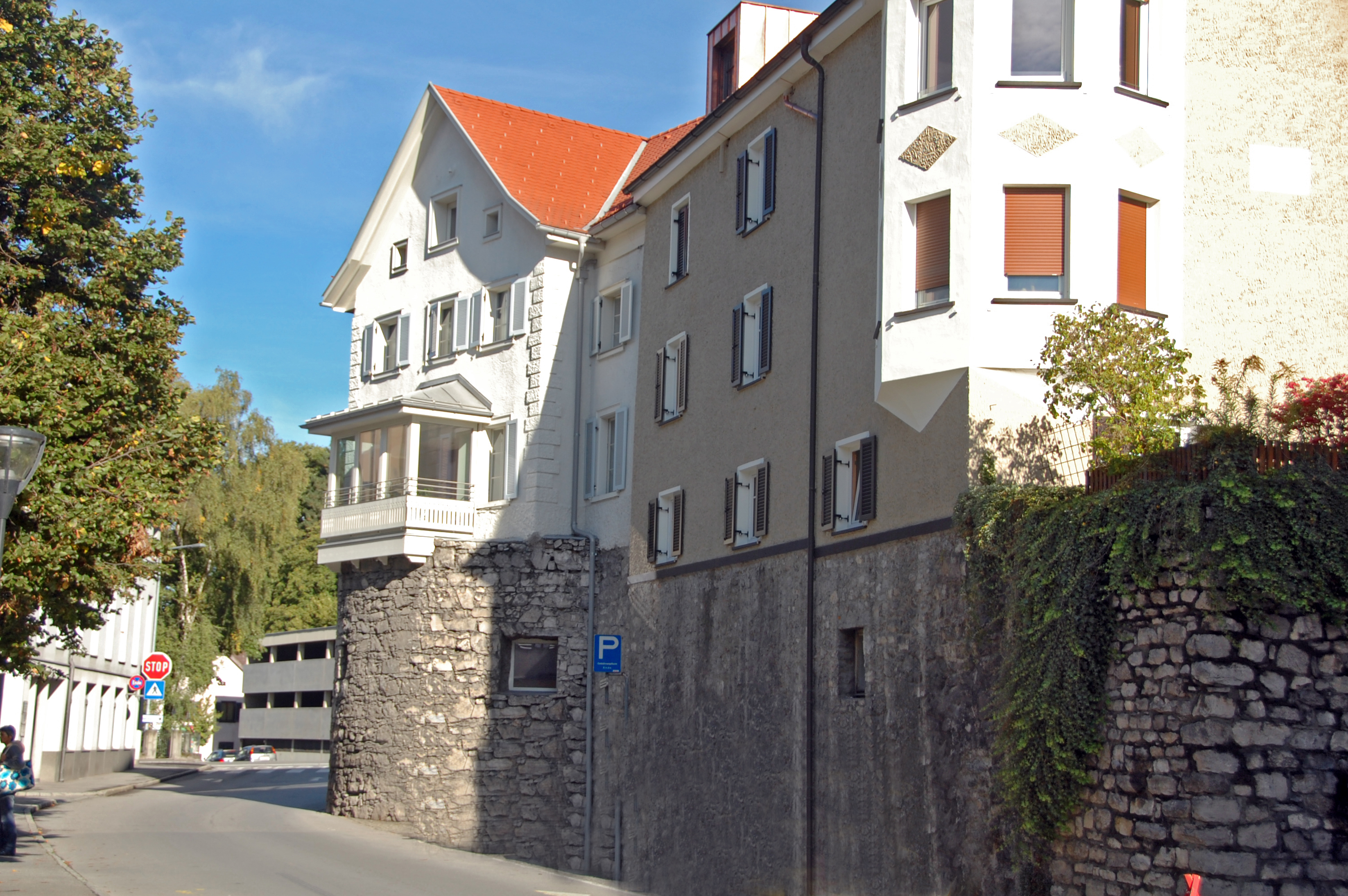
Pulverturm

Die Stadtbefestigung Bludenz umfasst die Altstadt der Stadtgemeinde Bludenz im Bezirk Bludenz in Vorarlberg. Die Reste der Stadtbefestigung stehen unter Denkmalschutz (Listeneintrag).

## Geschichte
Ausgehend von dem erhöht gelegenen Burg- und Kirchenkomplex mit dem Schloss Gayenhofen und der Laurentiuskirche wurde im Süden in der zweiten Hälfte des 13. Jahrhunderts eine in einem Viereck ausgreifende Stadtmauer errichtet. Um 1470/1780 wurde die Stadtmauer weitgehend erneuert. Nach 1491 wurde die Stadtmauer mit einer vorgelagerten Zwingermauer und mit Rundtürmen verstärkt.
Der Abbruch der Stadtmauer erfolgte von 1818 bis 1846, nur der Stumpf des runden Südwesteckturmes (Pulverturm) ist mit anschließenden Zwingermauern erhalten.

## Beschreibung
Von der einstigen Bludenzer Stadtbefestigung sind heute noch Teile erhalten. Die etwa 100 Häuser der Stadt waren mit einer doppelten Ringmauer, sieben Türmen und drei Toren umfangen und eingefriedet.
Unteres Tor
Ende des 15. Jahrhunderts erbaut, wurde dieses Tor in der Folge mehrfach umgebaut. Es wird auch Mühletor oder Bürsertor oder Türlehaldator genannt. Der dreigeschoßige Bau unter einem Krüppelwalmdach hat ein hufeisenbogig eingezogenes Rundbogentor mit einer breiten Fase.
Oberes Tor
Erbaut Ende des 15. Jahrhunderts, 1774 sowie 1920 umgebaut, wird auch Herzog-Friedrich-Tor oder Feldkircher Tor genannt. 1416 flüchtete Herzog Friedrich IV (mit einer leeren Tasche) von Konstanz kommend durch das Obere Tor in die Stadt; er wurde in Bludenz aufgenommen und von den Bürgern der Stadt sicher über den Arlberg gebracht. Ebendort ein Fresko Herzog Friedrich V. von Österreich vom Maler Hubert Fritz 1948. In der Durchfahrt unter einem Segmentbogen befindet sich an der stadtseitigen Fassade ein Fresko Erzengel Michael im Kampf mit dem Satan um 1774.
Im Oberen Tor ist das Stadtmuseum Bludenz beheimatet. Wenige Meter entfernt führt eine im 17. Jahrhundert erbaute, gedeckte Kirchenstiege als eine der fünf Schlossstiegen auf die Anhöhe zur St. Laurentiuskirche und zum Schloss Gayenhofen.
Kapuzinertor
Das Stadttor im Osten der Stadt, auch Montafonertor genannt, wurde 1846 abgerissen.
Pulverturm
im Südwesten der Stadt, wurde Ende des 15. Jahrhunderts erbaut.